# بيزو أوروغواي
بيزو أوروغواني (بالإسبانية: peso uruguayo) (رمز أيزو 4217:UYU) هي العملة المستخدمة في أوروغواي.